# 62 Erato
Erato (asteroide 62) é um asteroide da cintura principal com um diâmetro de 95,39 quilómetros, a 2,56421209 UA. Possui uma excentricidade de 0,17850819 e um período orbital de 2 014,29 dias (5,52 anos).
Erato tem uma velocidade orbital média de 16,85844039 km/s e uma inclinação de 2,22334294º.
Este asteroide foi descoberto em 14 de Setembro de 1860 por Oskar Lesser, Wilhelm Foerster. Seu nome vem da personagem mitológica grega Erato.